# Lee Bul
Pour les articles homonymes, voir Lee.
Lee Bul est une artiste coréenne née en 1964 en Corée du Sud. À Séoul, elle y vit et elle travaille sur divers médias : dessin, sculpture et peinture, performance, installation et vidéo. Lee Bul l’une des figures majeures de la scène artistique contemporaine asiatique. 

## Biographie et œuvre

### Années 1987-2000
Lee Bul est diplômée de l’université Hongik à Séoul en 1987 (à 23 ans). Dans les années 1980, l'Art minjung, issu du mouvement social Minjung, dominait la scène artistique d'avant-garde en Corée. Il s'agissait d'un retour à la figuration, mouvement international alors, qui se cristallisait sur l'opposition au régime autoritaire du général Chun Doo-hwan (au pouvoir de 1980 à 1988). 
En 1987, Lee Bul cofonde le groupe d'artistes Museum (무서움 : qui signifie en coréen « peur ») avec Choi Jeong-hwa, diplômé la même année. Dans le même temps elle réalise des performances en portant des costume-objets. Elle se fait ainsi connaître en se mettant en scène, hyper-couverte (Cravings [Les envies], 1989, performance à Jangheung, en Corée) ou peu vêtue (Abortion 1989), dans une série de performances publiques, « offrant une représentation d’un corps sujet aux mutations artificielles et parfois monstrueuses. » Dans ces performances elle aborde les questions délicates du sexe et de la sexualité dans la société patriarcale coréenne laquelle, sur les plans de la société, de la culture et de la morale est encore grandement structurée par une très ancienne philosophie néoconfucéenne (une composante fondatrice de la dynastie Joseon). L'attitude de Lee Bul, dès ces années là, peut être vue comme une réaction aux années de dictature militaire qui lui ont appris à se méfier de toute sorte d'idées totalisantes et de toute revendication absolue, esthétique et autre.
En 1994 elle réalise une œuvre plus modeste mais tout autant pleine de connotations : Alibi. Il s'agit du moulage de sa propre main de jeune femme, réalisé en silicone, main ouverte , dressée, et éclairée par le poignet qui sert de base. Cette matière translucide contient un papillon, ou une décalcomanie (d'une fleur d'orchidée, par exemple), laquelle image (ou papillon) est transpercée en son cœur, et jusqu'au cœur du silicone, par une longue épingle à cheveux décorative, d'un type commercialisé en Corée dans les boutiques de mode à bas prix. Elle donne dans cette sculpture qui associe violence et sensualité une forme concrète aux stéréotypes sur les femmes asiatiques et leur identité. L'actuelle directrice du Musée national de Corée, Youngna Kim, note qu'utilisant comme arme la qualité kitsch de la décoration bon marché, Lee Bul défie les limites culturelles et sociales et les tabous qu'elle éprouve en tant que femme, artiste femme et membre de la société coréenne. 
Dans les années qui suivent elle se tourne vers l'art de l’installation. Invitée à New York au MoMA en 1997, elle présente alors Majestic Splendor [Majestueuse splendeur], « une installation composée de poissons morts ornés de bijoux colorés et clinquants. La puanteur inhérente à l’œuvre, et qui envahissait rapidement le musée a contraint les organisateurs à retirer l’œuvre. ». Cette installation était encore présente à la Biennale de Lyon de 1997, Harald Szeemann étant commissaire. « Dans cette série de pièces réalisée à partir de 1991, l’artiste s’emploie à décorer le corps d’une soixantaine de poissons à l’aide de perles, chacun d’entre eux étant ensuite déposé dans une pochette en plastique hermétiquement fermée. Le scintillement de l’écaille fait alors place à celui des ornements qui recouvrent les corps en décomposition ». Une autre version de cette installation (1997) se présente plutôt, dans 20th Century Korean Art  par Youngna Kim, comme une sculpture en résille de métal aux formes biomorphiques et tentaculaires, à laquelle est suspendue des éléments de très petite taille et colorés ainsi qu'un énorme bouquet de lys blancs, apparemment dans une vitrine fermée munie d'une aération sur la face supérieure. Les poissons sont bien ornés comme dans les autres versions mais semblent peu visibles. Youngna Kim considère, dans ce cas le poisson comme une métaphore du sexe. Youngna Kim signale que Lee Bul se souvient du harcèlement subit par sur ses parents, des dissidents, que le gouvernement de l'époque (Park Chung-hee, au pouvoir de 1962 à 79) exerçait à l'encontre de tous ses opposants . D'ailleurs, le seul travail que sa mère avait pu trouver c'était de coudre des paillettes sur des petits sacs à main en perle !

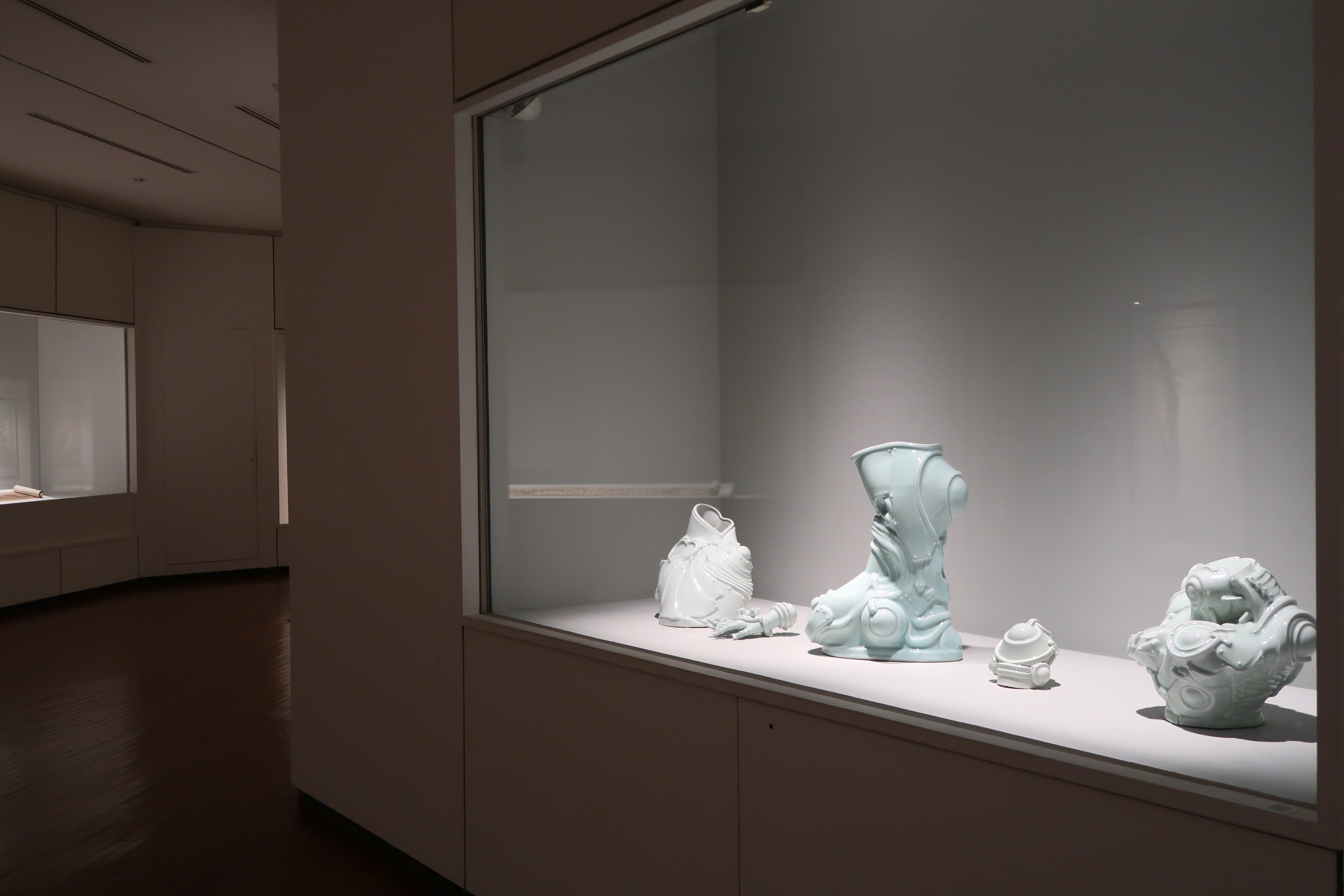
Musée de l'université pour femmes Ewha, Séoul. Salle de l'art moderne. En vitrine, sculptures de Lee Bul en céramique sur le motif du cyborg (année 2000 ou autour de 2000).

Hydra II (Monument), de 1999, se présente comme un objet phallique/ballon gonflable rose, monumental avec, en son centre, une grande photographie de la jeune femme/artiste dans un costume « oriental », une coiffure de mariée de type « coréenne », portant des bas à résille noirs et des têtes de baigneurs (poupée représentant un bébé) sur le sexe et sur les seins. 
Entre 1997 et 2011 elle réalise un « cyborg », une sculpture qui fera aussi son succès, à la fois corps et entité sociale, dont elle tire plusieurs variations. Des sculptures anthropomorphiques décapitées qui peuvent avoir un bras en moins, une jambe en moins, ou les deux.

### Années 2000-2018
Live Forever [Vivre pour toujours] de 2001 à 2003, ont l'aspect de cabines de karaoké, à l'intérieur confortable, et complétées d'un  dispositif à l'extérieur : moniteurs LCD/vidéo de Amateurs. C'est une vidéo d'écolières en uniformes qui couvrent les murs entourant la cabine. Ce type de projet avait fait l'objet d'une réalisation similaire pour la Biennale de Venise, en 1999, et s'intitulait Gravity Greater Than Velocity [La gravité plus grande que la vitesse]. Le site du musée Mori, évoque « des cabines spatiales pour un voyage dans l'infini ou dans l'éternité ». Charlotte Horlyck rappelle que le jury de la Biennale de Venise avait apprécié cette installation pour « sa description précise de l'isolation psychologique de l'homme et son contentement ». Cet espace « privé » (il était totalement isolé et chaque spectateur transformé en acteur, pouvait donner libre cours au plaisir de chanter) était néanmoins entouré, sur les quatre murs qui entouraient la cabine, d'écrans LCD qui projetaient la vidéo de Lee Bul Amateurs (en Français, avec le jeu de mots sous-entendu) de petites écolières en uniforme. Le voyeurisme était assez explicite, tandis que la cabine et ses 90 chansons embarquées constituait un univers de plaisir solitaire, un enfermement. Il s'agissait encore de dévoiler sous les formes dites « idéales » (le karaoké, les petits uniformes) un aspect beaucoup moins attrayant, voire glaçant.
À partir de 2005, et les réalisations présentées en 2007 à la Fondation Cartier, elle construit des sculptures à la fois complexes et délicates, qui évoquent des paysages fictionnels en mélangeant des éléments architecturaux empruntés à l’esthétique utopiste, et des matériaux clinquants, kitsch qui donnent à ces structures une forme matérielle « aérienne ». Chacune d'entre elles, suspendue, exprime clairement son rapport au poids, elle est constituée d'innombrables chaînettes (ici en lignes de perles) comme celles que les architectes employaient pour construire le modèle des voûtes. Dans ce cadre, en 2007 avec ses quatre Sternbau [Constructions en étoiles], elle fait référence à l'architecte allemand Bruno Taut (1880-1938) et aux dessins de celui-ci qui portaient ce titre pour un projet idéaliste, tout à fait utopique, de ville du futur. Par ailleurs, cet architecte a réalisé, à son époque, une architecture résolument moderne, faisant preuve de qualités apparemment divergentes, un « progressisme pragmatique ». Et alors que ses dessins évoquent des planètes-villes follement imaginaires, cela ne l'a pas empêché de réaliser des lotissements ouvriers reflétant les conceptions hygiénistes de l'époque. Lui aussi jouait avec la transparence lisse et brillante du verre et des formes cristallines, en particulier dans le dôme du Pavillon du verre. La réflexion architecturale utopique qu'il a évoqué par ses dessins dans Alpine Architectur de 1917 a donc servi de référence à Lee Bul, en 2007. Ces installations/sculptures évoquent tout autant les constructions modernes que celles que Lee Bul place dans la voie prise par Taut, celles de Jean Nouvel à la Fondation Cartier, par exemple, mais aussi celle de Kenzō Tange. Les villes, les projets gigantesques que le dictateur militaire Park Chung-hee voulait faire construire se situent à l'inverse, « comme bien d'autres utopies politiques du tiers-monde postcolonial ». Leur caractère foncièrement dystopique, catastrophique était envisageable dès le projet. 
Toutes les œuvres réalisées au cours de ces années sont ce qu'elle nomme « Mon grand récit » : « une formule de Jean François Lyotard dans sa réflexion sur l'impossibilité d'écrire l'histoire avec un grand  H  », « une expression très évocatrice, aux résonances mélancoliques, [...] un cadre à certaines idées présentes dans mon travail ». 
Lors de l'exposition de 2007 à Paris, Lee Bul présentait ces sculptures suspendues, Sternbau, organisées de manière non chronologique, comme une installation monumentale. L'ensemble était constitué d'une douzaine de ces sculptures de cristal et d'aluminium. Pour cette occasion la Fondation Cartier pour l'art contemporain évoque son travail ainsi : « Dans un paysage de ruines et de vestiges scintillants à l´atmosphère sombre et envoûtante, cette installation complexe et sensuelle met en évidence la désintégration des aspirations à l´utopie qui continuent de hanter l´imaginaire collectif. »
En 2018, la galerie qui la représente à New York, Lehmann Maupin Gallery, a cette phrase : « Pour Lee Bul, la fascination de l'humanité pour la technologie se réfère finalement à nos préoccupations concernant le corps humain et notre désir de transcender la chair dans la poursuite de l'immortalité. ». Ce qui correspond, en 2013 à la galerie Thaddaeus Ropac, à la parole de l'artiste lors d'un interview dans lequel elle évoque « ce très vieux désir de l'humanité ».

## Quelques expositions
Lee Bul a eu de nombreuses expositions personnelles à travers le monde, notamment à New York, Toronto, Paris et Tokyo. Elle a également été sélectionnée comme finaliste du prix Hugo-Boss 1998 par le musée Solomon R. Guggenheim, New York. En 2010, une installation permanente de Bul a été dévoilée au Musée d'art contemporain de Hara, intitulée « Anatomie fragmentaire de chaque soleil couchant ». En 2012, le musée d'art Mori a organisé la plus grande exposition de Bul, antérieurement à 2015.
- 2017 New York, Lehmann Maupin gallery, 536 W 22nd Street
- 2016 20th Biennale of Sydney, 2016.
- 2015 Musée d'Art moderne et contemporain de Saint-Étienne Métropole
- 2012 Musée d'art Mori, Japon. Rétrospective
- 2010 Musée d'art contemporain de Hara, Japon.
- 2007-2008, Paris Fondation Cartier pour l'art contemporain : On Every New Shadow,
- 2002-2003 Le Consortium, Dijon et Musée d'art contemporain de Marseille:  The Monster Show
- 1999 APERTutto, Biennale de Venise
- 1998 Musée Solomon R. Guggenheim
- 1997 Museum of Modern Art de New York
- 1997 Biennale de Lyon
- 1987 Diplôme de l’université Hongik à Séoul et premières performances, en plein air.

## Quelques titres
- Willing To Be Vulnerable [Prêt(e) à être vulnérable], 2015–2016 [25]
- Heaven on Earth [Paradis sur terre] 2007[26]
- Sternbau N° 1 -2 –3- 4 [Construction en étoile], 2007 : perles en cristal, verre et acrylique sur fils de nickel-chrome, armature d'acier inoxydable et d'aluminium[27]
- Aubade 2007 - Aubade III 2014[28]
- Untitled [Sans titre], 2003. peinture acrylique et encre sur cuir dans un cadre en bois, 102,5 × 96 × 5 cm
- Live Forever [Vivre pour toujours] (cabines de karaoké, à l'intérieur confortable, et dispositif vidéo+paroles à l'extérieur), 2001 à 2003[16]. Ce type de projet avait l'objet d'une réalisation similaire pour la Biennale de Venise, en 1999, et s'intitulait Gravity Greater Than Velocity [La gravité plus grande que la vitesse]. Le site du musée Mori, évoque « des cabines spatiales pour un voyage dans l'infini ou dans l'éternité »[17].
- Hydra II (Monument) [l'Hydre], 1999
- Cyborgs 1998/99
- Majestic Splendor [Splendeur majestueuse], 1997

### Sources et liens externes